# 245 Vera
245 Vera è un asteroide della fascia principale del diametro medio di circa 79,5 km. Scoperto nel 1885, presenta un'orbita caratterizzata da un semiasse maggiore pari a 3,1051178 UA e da un'eccentricità di 0,1958880, inclinata di 5,17295° rispetto all'eclittica.
L'origine del suo nome è sconosciuta.